# ويليام س. بالمر
ويليام س. بالمر (بالإنجليزية: William C. Palmer)‏ هو رسام أمريكي، ولد في 1906 في دي موين في الولايات المتحدة، وتوفي في 1987 في Clinton, Dutchess County, New York ‏ في الولايات المتحدة.